# Maika Ozaki
Maika Ozaki (en japonés: 尾崎妹加, Ozaki Maika) (Kioto, 31 de mayo de 1991) es una luchadora profesional japonesa, reconocida por participar, como luchadora independiente, en las promociones niponas Ice Ribbon y Actwres girl'Z.

## Carrera profesional

### Circuito independiente (2015–presente)
Ozaki hizo su debut en la lucha libre profesional en el primer evento de Actwres girl'Z, AgZ Prologue, celebrado el 31 de mayo de 2015, donde derrotó a Yuuki Harima.
Como independiente, Ozaki es conocida por competir en varias promociones. En Maki Narumiya Thank You For All, un evento producido por Reina Pro Wrestling el 25 de marzo de 2016, hizo equipo con Tae Honma en un esfuerzo perdedor ante Natsumi Maki y Saori Anou. En JWP Pure Plum, un evento promovido por JWP Joshi Puroresu el 14 de agosto de 2016, Ozaki hizo equipo con Tsukushi en un esfuerzo perdedor ante Manami Katsu y Rabbit Miu.  En WAVE Young OH! ¡OH! The Final, un evento promovido por Pro Wrestling Wave el 15 de diciembre de 2016, Ozaki compitió en un battle royal de nueve personas en el que también participaron Asuka, Konami, Rydeen Hagane y Fairy Nihonbashi, entre otras.

#### Big Japan Pro Wrestling (2016-2019)
Ozaki trabajó varias veces como talento femenino para Big Japan Pro Wrestling. En BJW Summer Ueno Pro-Wrestling Festival, celebrado el 16 de agosto de 2016, hizo equipo con Hiragi Kurumi para derrotar a Mochi Miyagi y Tequila Saya. En un house show del 9 de junio de 2018 hizo equipo con Akane Fujita en un esfuerzo perdedor contra Maya Yukihi y Risa Sera como resultado de un tag team match.

#### Ice Ribbon (2015-presente)
Ozaki ha pasado buena parte de su carrera en las filas de Ice Ribbon. En el evento que la promoción realizó, llamado Ice Ribbon Hiragi Kurumi 10th Anniversary, del 29 de mayo de 2020, formó equipo con Hamuko Hoshi para derrotar a la dupla Best Friends (Arisa Nakajima y Tsukasa Fujimoto) en un cómico combate de comer perritos calientes. En el Ice Ribbon New Ice Ribbon #1054 del 25 de julio de 2020, compitió en un combate de eliminación a cinco bandas para determinar la aspirante número 1 al Campeonato ICE Cross Infinity, ganado por Suzu Suzuki, en el que participaron Hamuko Hoshi, Ibuki Hoshi y Satsuki Totoro.
En el Ice Ribbon New Ice Ribbon #1013 compitió en un gauntlet match de 45 personas en el que la retirada Tequila Saya llevó al resto de oponentes a un empate como Cherry, Itsuki Aoki, Kaori Yoneyama, Syuri, Ken Ohka, Manami Toyota, Matsuya Uno, Yuki Mashiro y muchos otros. Ozaki es una ex campeona internacional de Ribbon Tag Team, título que ganó haciendo equipo con Maya Yukihi como "Rebel X Enemy" en RibbonMania 2020 el 31 de diciembre de ese año al derrotar a Frank Sisters (Hiragi Kurumi y Mochi Miyagi).
Es conocida por competir en los eventos emblemáticos de la promoción como el Torneo Kizuna. En la edición de 2020 formó equipo con Tequila Saya y derrotó a Giulia y Tsukushi en un combate de primera ronda, a Hiragi Kurumi y Yappy en una segunda ronda, pero cayó ante Risa Sera y Suzu Suzuki en las semifinales del 20 de agosto.

## Campeonatos y logros
- Actwres girl'Z
  - AWG Tag Team Championship (1 vez) – con Tae Honma
  - AWG Tag Team Title Tournament (2021) – con Tae Honma
- Ice Ribbon
  - International Ribbon Tag Team Championship (2 veces) – con Kyuri (1) y Maya Yukihi (1)[15]
  - Triangle Ribbon Championship (1 vez)[16]